# ¿Por qué mataron a Betty si era tan buena muchacha?
¿Por qué mataron a Betty si era tan buena muchacha? fue una telenovela colombiana producida por RTI y emitida entre 1989 y 1991. Con un guion original de Julio Jiménez, la serie fue protagonizada por Consuelo Luzardo, Danilo Santos, Luisa Fernanda Giraldo, Teresa Gutiérrez, Yuldor Gutiérrez y Luz Stella Luengas. En 1990 obtuvo cuatro premios India Catalina: mejor dramatizado, mejor actriz protagónica, mejor libretista y mejor actriz de reparto.

## Argumento
Cristina Granados consigue empleo en un refinado restaurante llamado Orense, propiedad de la adinerada familia Alarcón. Mientras desempeñaba su labor, encuentra en una de las bodegas del restaurante el esqueleto de una mujer. Tras informar el hecho, Cristina desaparece misteriosamente. Más tarde se descubre que el esqueleto encontrado es el de una mujer aparentemente inofensiva llamada Betty, que trabajaba como mesera en Orense. Magola, madre de Cristina, termina empleándose en el mismo restaurante para tratar de encontrar la verdad sobre la desaparición de su hija.

## Reparto
- Consuelo Luzardo – Magola de Granados
- Carlos Congote – Leonardo Posada
- Lucy Martínez – Úrsula Barrero
- Luisa Fernanda Giraldo – Cristina Granados
- Mariela Rivas – Lucía Alarcón
- Andrés Felipe Martínez – Sergio Alarcón
- Alicia de Rojas – Lourdes Chacón
- Edgar Márquez – Gabriel Londoño
- Amparo Moreno – Estella Martínez
- Delfina Guido – Victoria de Alarcón
- Miguel Alfonso Murillo – Bautista Palacios
- Gustavo Londoño – Mariano Alarcón
- Luz Stella Luengas – Fabiola Alarcón de Posada
- Yuldor Gutiérrez – Fabricio Alarcón
- Teresa Gutiérrez – Madame Trapitos
- Miguel Hapy Lora - Felícito Revueltas
- Lucero Cortés – Silvia Colmenares
- Danilo Santos – Raúl Moncada
- Raquel Ércole – Esther Fresquet De Moncada
- Samara de Córdova
- Ana Cristina Botero – Betty
- Norma Pinzón
- Estella Diaz
- María Eugenia Parra
- Alfredo Gónzalez
- Constanza Gutiérrez
- Jaime Barbini
- Flor Vargas
- Eleazar Osorio
- Socorro Ortega
- Jhonatan Silva - Bebo